# Nissan Sentra B17

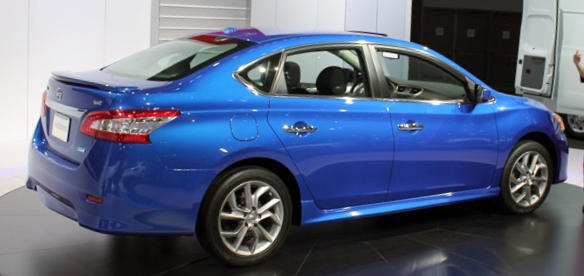
Nissan Sentra SR 2012 (B17)

El Nissan Sentra B17 es un automóvil de turismo del segmento C, producido por el fabricante japonés Nissan entre los años 2012 y 2020. Este automóvil, es la séptima generación del mencionado modelo y fue inicialmente presentado en 2012 bajo el nombre de Nissan Sylphy. Sin embargo, dado que para las nuevas generaciones de Sylphy y Sentra se planificó fusionar la producción en un único chasis, finalmente se optó por renombrar al Sylphy en otros mercados con la denominación Sentra, siendo ofrecido con este último nombre en los mercados de Asia, Australia, Medio Oriente y América..
El Nissan Sylphy 2013 se presentó en el Salón del Automóvil de Pekín de 2012. El diseño del carro, se basa en un formato aerodinámico con faros bordeados de LED, luces traseras LED, tapa de baúl con ángulos rectos y detalles en cromo, con un gran espacio interior y un maletero líder en su clase. También cuenta con llave inteligente y botón de arranque, así como control de clima bizona en ciertos mercados. Este modelo se pensó para debutar en más de 120 países alrededor del mundo para 2014.
Cuenta con frenos ABS, con EBD y asistente de frenado (BA) con opción a frenos de disco en las 4 ruedas, control de estabilidad, 6 bolsas de aire, audio básico con pantalla a color de 4.3" con opción a un sistema Bose con Pantalla de 5.2" y navegador, 6/8 bocinas y cámara para estacionarse en reversa, iluminación con LEDs en la parte posterior y acentos en los faros, así como vestiduras de piel en la versión más equipada. A comparación del modelo anterior el motor baja de cilindrada de 2.0 a 1.8 L con una potencia de 129 hp a las 6000 rpm y un torque de 128 lb-ft a las 3600 rpm, todas las versiones pueden venir equipadas con transmisión manual de 6 velocidades o X-tronic CVT.
Para el mercado mexicano llegó con menos equipo de seguridad por el mismo precio que en el mercado americano[cita requerida] (únicamente 2 bolsas de aire, frenos de tambor traseros sin opción a discos y sin control de estabilidad) a pesar de que todos los Sentras son fabricados en la planta de Nissan en Aguascalientes, México. Estos detalles lo hicieron quedar rezagado frente a sus rivales en el mercado mexicano, más sólo en seguridad y equipamiento, no así en ventas, gracias en parte a su competitivo precio y a los buenos planes de financiamiento de Nissan.
En el Salón del Automóvil de Los Ángeles 2016 se presentó una versión deportiva denominada Nissan Sentra Nismo, con un motor 1.6 litros turbocargado con 188 hp y 177 lbft de torque.
En el año 2019, el Sentra fabricado en México se convirtió en cuarto vehículo más fabricado del país durante ese año con 189 501 unidades.

## Regiones

#### Asia
En Japón, el Nissan Sylphy debutó el 5 de diciembre de 2012 y fue fabricado en la planta de Oppama en la ciudad de Yokosuka, prefectura de Kanagawa. Se abandonó el nombre "Bluebird" de "Bluebird Sylphy".
En China, el Sylphy estuvo disponible con un motor 1.8 litros MRA8DE de 102 kW/174Nm o un 1.6 litros HR16DE de 93 kW/154Nm con una transmisión de cinco velocidades (o de seis en el 1.8) o una CVT. Los niveles de equipo son 1.6 XE, 1.6 XL, 1.8 XE, 1.8 XL y 1.8 XV. En 2018, estuvo disponible una versión eléctrica para el mercado chino, con un ligero rediseño frontal y trasero.
En Tailandia, el segundo país en que llegó el Sylphy, el auto usa los mismos motores que la versión del mercado chino pero la potencia se ve algo reducida (el 1.6 de 93 kW a 85 kW y el 1.8 de 102 kW a 96 kW; el torque permanece sin cambios). La alineación tailandesa consiste de 1.6 S, 1.6 E, 1.6 V y 1.8 V, todas con características estándar como aire acondicionado, reproductor de CD (el 1.8 V recibe un sistema de audio con pantalla a color), vidrios eléctricos y espejos laterales ajustables eléctricamente, con dos bolsas de aire en todo el rango. Hubo opciones de navegación para el 1.8 V, así como control de clima bizona con ventilación trasera. Nissan también confirmó que exportarían el Sylphy a los mercados de Australia y Oriente Medio en diciembre de 2012 o enero de 2013.
El 15 de octubre de 2015, Nissan Tailandia presentó el motor MR16DDT a la alineación del Sylphy durante su actualización de media vida. Entregando 140 kW/240 Nm, el MR16DDT es de inyección directa, a gasolina, y capaz de trabajar con 95 o 91 RON, E10. Además, los niveles de equipamiento se redujeron de ocho a siete: 1.6 S, 1.6, E, 1.6 V. 1.6 SV, 1.8 V, 1.8SV, 1.6 DIG Turbo. Se añadieron control de crucero y NissanConnect a las opciones de equipamiento.
En las Filipinas, el Sylphy B17 se presentó el 7 de marzo de 2014, justo después de un evento de prensa de Nissan, junto con el sedán de tamaño medio, Nissan Altima. El Sylphy, que remplazó hasta entonces al Sentra N16 se ofreció en blanco, negro, gris, plata y bronce. 
El Nissan Sylphy B17 se lanzó en Singapur en marzo de 2013 y se ofrecieron dos variantes: 1.6 y 1.8. Después de unos 5 años el Sylphy se actualizó en Singapur. Entre los cambios estuvo una nueva parrilla, luces frontales y laterales acentuadas, y el uso de plástico negro piano para el interior. Las dos variantes que se ofrecieron en 2019 fueron 1.6 Lite y 1.6 Premium. El Sylphy rediseñado se lanzó el 10 de enero de 2019 en el Salón del Automóvil de Singapur con faros rediseñados similares a los del Sentra taiwanés. 
El 29 de abril de 2014, el Sylphy debutó en Malasia. Medidas de seguridad como 6 bolsas de aire SRS, VDC, TCS, ABS, EBD y BAS venían de serie. Hubo dos variantes disponibles en el mercado. el 1.8E y el más lujoso 1.8VL. Estas unidades se fabricaron por completo en Tailandia. En agosto de 2014, estuvieron disponibles accesorios 'Impul' y consistían en un conjunto de diseño, suspensión más baja, ruedas y neumáticos. En 2018 se descontinuó el Sylphy en Malasia pues dejó de aparecer en la lista oficial de precios y el sitio oficial de Nissan en Malasia.
En Medio Oriente se llama Nissan Sentra y también está disponible con motores de 1.6 y 1.8 litros.

#### Australia
El nombre Nissan Pulsar regresó a los mercados australiano y neozelandés el 28 de febrero de 2013. Anunciado en el Salón del Automóvil Internacional Australiano en Sídney en octubre de 2012 y disponible en tres niveles de equipamiento: ST, ST-L y Ti. Disponibles transmisiones manual y automática CVT (manual solo en los modelos ST y ST-L). Todos los modelos contaban con seis bolsas de aire, rines de aluminio, bluetooth y control de crucero; el ST-L añade palanca de velocidades y volante forrados en piel, luces de niebla y un alerón trasero mientras que el Ti añade luces de xenón, asientos de piel, control de clima de doble zona, navegación satelital y cámara de reversa.
Se añadió un Pulsar hatchback cinco puertas más tarde en 2013, pero este estuvo basado en el Nissan Tiida C12.

#### América del Norte
Nissan reveló la séptima generación del Sentra en América del Norte en agosto de 2012 como modelo 2013. Fue la tercera región en recibir el modelo Sylphy B17 después de China y Tailandia. El nuevo Sentra se rediseñó completamente por fuera y por dentro, con un estilo de más categoría para parecerse a otros sedanes de Nissan, el Altima y Maxima incluyendo luces traseras de  LED, acentos de LED en los faros y un nuevo sistema de navegación y electrónica.
Es más largo que la anterior generación del Sentra por 2.3 pulgadas, tiene una batalla 0.6 pulgadas más larga pero es 68 kg más ligero que su predecesor. El nuevo motor cuatro cilindros en línea MRA8DE de 1.8 litros y 16 válvulas DOHC se ofrece para entregar mejor economía de combustible que el modelo previo, con entregas de 12.7 km/l en ciudad y 16.5 en carretera. El motor entrega 130 hp y 128 lbft de torque. Es menos potencia que el Sentra de sexta generación, pero debido a la nueva plataforma, tiene un peso menor. También se ofrece con un motor turbo 1.6 prestado del Juke que entrega 188 hp con una transmisión manual de 6 velocidades o una CVT.
De manera similar al modelo anterior, este Sentra se ofreció en niveles de equipo S, FE+ S, SV, FE+ SV, SR, SR Turbo, SL y NISMO. Todos los niveles se equiparon con una retrabajada transmisión CVT menos el modelo S base, que tiene una transmisión manual de seis velocidades. Ya no hay versión SE-R o SE-R Spec V de este modelo. El SR es el modelo deportivo, viene con alerón trasero, rines de aleación de 17 pulgadas y detalles en plateado. En los modelos más equipados se ofrece navegación satelital, llave inteligente con botón de encendido y control de clima de doble zona.
En Canadá los únicos niveles de equipo son S y SV; los modelos SL y SR son opciones para los modelos SV. El aire acondicionado es opcional en ambos modelos.
Este Sentra se fabricó en la planta de Nissan en Canton, Misisipi, desde diciembre de 2012. Sin embargo, las unidades tempranas fueron fabricadas en México.

##### 2014
Algunas mejoras para el modelo 2014 incluyeron:
- Ajuste a la transmisión CVT
- Ajuste a la configuración de la dirección ya la suspensión
- El reposabrazos frontal deslizante ahora es estándar en el nivel SL y se añade como paquete en SV/SR
- De serie en todos los modelos ahora tienen bolsillos para guardar objetos en la parte baja de los asientos
- Un actualizado NissanConnect con navegación y conectividad con las aplicaciones de teléfonos inteligentes de iPhone y Android, reconocimiento de voz mejorado y entrada de destino con una frase
- Se añadió señal de advertencia de peligro automática

##### 2015
- Nuevas opciones de color exterior
- Frenos de disco traseros, espejos laterales con indicador de señal de giro, y encendido de botón con llave inteligente ahora estándar en los modelos SR.

##### Rediseño de 2016
Para el modelo 2016, el Sentra recibió un rediseño  que incluía nuevas fascias delanteras y traseras, luces, capó, maletero y ruedas que se parecieron más al resto de sus hermanos mayores sedanes. El Nissan Sentra 2016 se ofreció en cinco modelos: S, FE+ S, SV, SR y SL, solo el S ofreciéndose con transmisión manual (con CVT opcional). Las características clave del exterior del Sentra 2016 incluyeron nueva fascia frontal, parrilla, guardabarros, capó, y faros en forma de boomerang característicos. En los Sentra SR y SL se ofrecen nuevos faros LED con DRL de LED. También hubo dos nuevos diseños para los rines de 17 pulgadas en los grados SR y SL, y nuevo diseño para los rines de aleación de aluminio de 16 pulgadas de los SV. Se estrenó además el color Blue Pearl.
Se incorporó un nuevo volante, un asiento del conductor eléctrico con apoyo lumbar (estándar en el Sentra SL y opcional en el SR), nuevo diseño del grupo de instrumentos central, una consola y palanca de cambios nuevas y tela de los asientos mejorada. También con NissanConnect de serie en los niveles SV y SR.

##### 2017
Para el modelo 2017, el Sentra recibió dos nuevos niveles de equipo llamados SR Turbo y NISMO. Llevan el motor MR16DDT de 188 hp. Fueron los primeros Sentrsa turbocargados ofrecidos por Nissan en el mercado norteamericano. El modelo NISMO obtuvo una suspensión ajustada para el desempeño más baja, asientos deportivos, luces traseras LED, molduras interiores en rojo así como un conjunto de carrocería específico NISMO con una fascia equipada con DRL de LED y rines NISMO.

#### América del Sur
En Brasil el B17 se llamó Nissan Sentra y venía con un motor flex-fuel MR20DE de 2.0 litros, el mismo que usaba el anterior modelo de Sentra debió a la demanda del mercado (todos los competidores directos usaban un motor 2.0). El modelo que se exportaba y vendía en Brasil se fabricó en Aguascalientes, México.
En Trinidad y Tobago, el B17 se llamó también Nissan Sentra. Massy Motors lo vendía y ofrecía servicios, la cadena de agencias local para la marca Nissan.

## Véase tammbién
- Nissan Sentra